# Robert Parr
Robert Ghormley Parr (22. září 1921 – 27. března 2017) byl americký teoretický a fyzikální chemik. Největší část své kariery byl profesorem chemie na University of North Carolina v Chapel Hill.
Zabýval se především semi-empirickými výpočty molekulových orbitalů a jejich vlastností. Spolu s Rudolphem Pariserem vyvinul metodu pro výpočet přibližných molekulových orbitalů. Nazývá se Pariser-Parr-Popleova metoda nebo PPP metoda a byla publikována v roce 1953. Třetím vědcem je John Pople, který navrhl stejný postup ve stejném roce. Jedná se o metodu hledání rozumných aproximací molekulových orbitalů, která je užitečná při předpovídání fyzikální a chemické povahy především organických molekul. Dokazuje, že molekulové orbitaly mají vliv nejenom na základní strukturu molekuly, ale také na její reaktivitu.
Robert Parr byl autorem základních knih o molekulových orbitálních strukturách a teoriích. Byl prvním vědcem, který v jedné ze svých publikací použil výraz: výpočet ab initio (od počátku).

## Život

### Studia a kariera

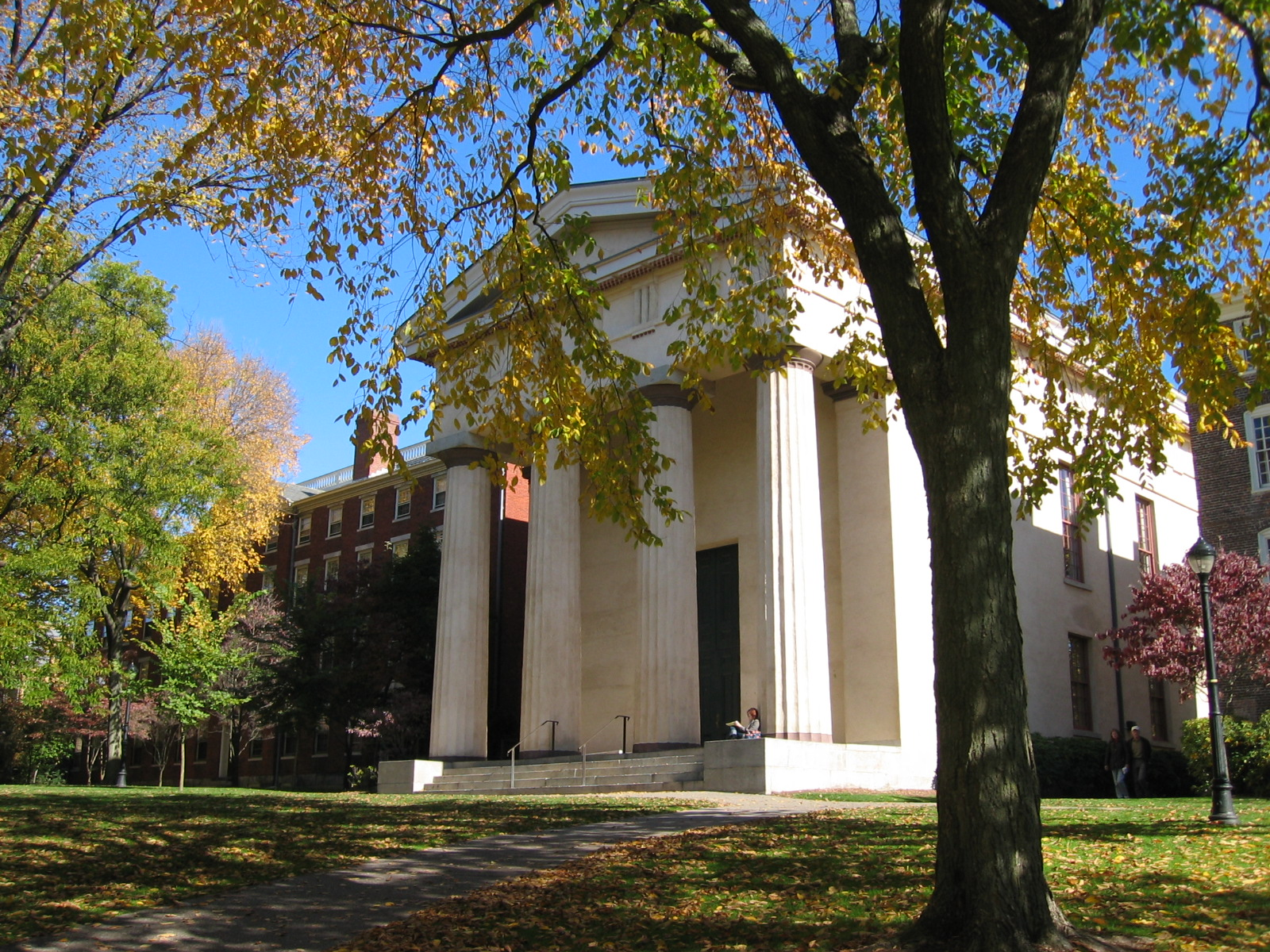
Brownova univerzita

- Brownova univerzitaV roce 1921 se Robert Parr se narodil jako syn univerzitního profesora. Základní vzdělání získal na škole ve Washingtonu, D.C.

- V roce 1942 získal titul A. B. magna cum laude (s velkou pochvalou) na Brownově univerzitě ve městě Providence v americkém státě Rhode Island. Tato univerzita je členem prestižního uskupení Břečťanová liga.

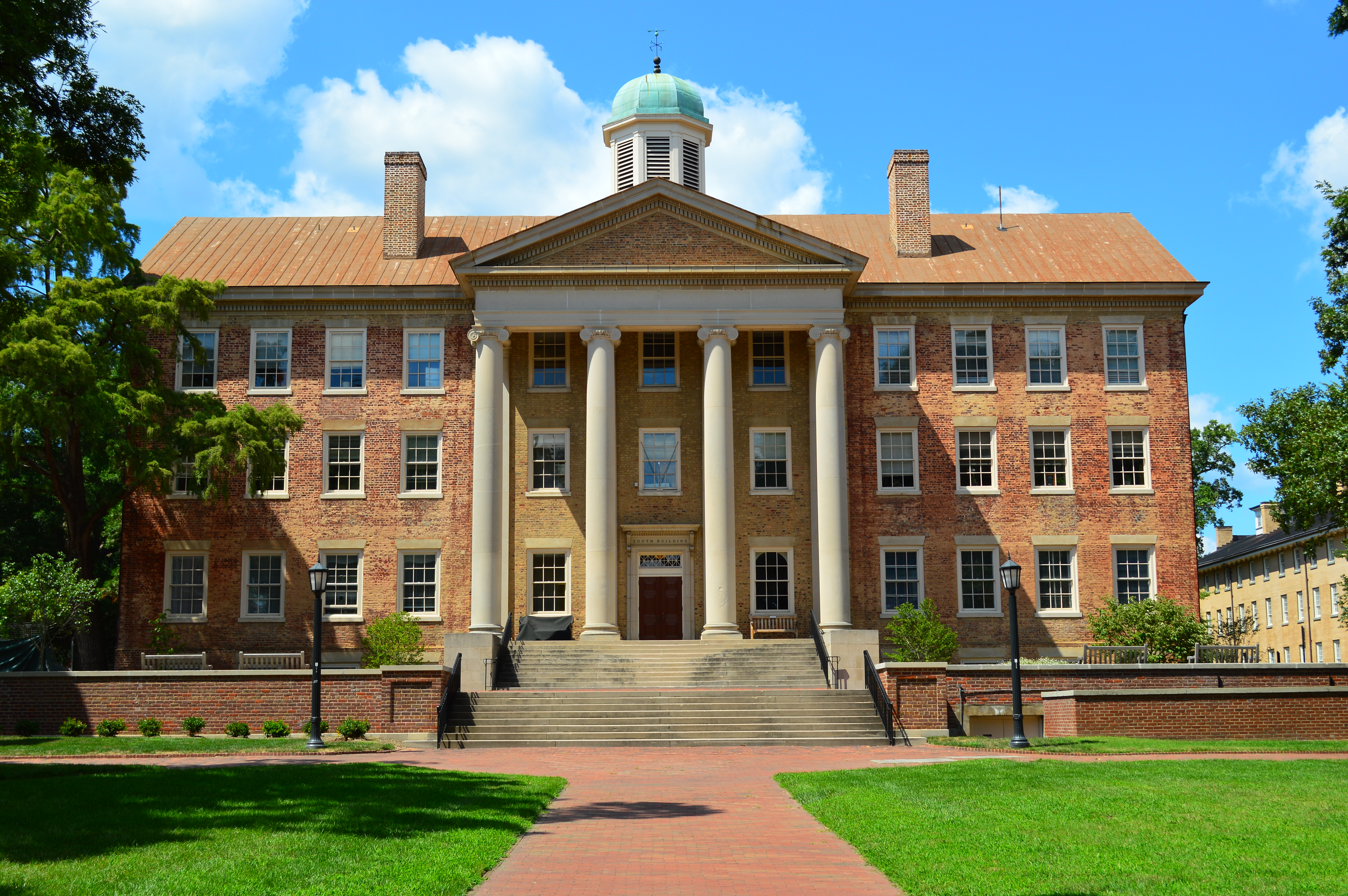
Severokarolínská univerzita v Chapel Hill

- Severokarolínská univerzita v Chapel HillV roce 1947 získal titul Ph.D. z fyzikální chemie na Minnesotské univerzitě. Po získání doktorátu zůstal v Minnesotě ještě jeden rok na fakultě této univerzity.
- V roce 1948 odešel do Carnegie Institute of Technology (nyní Carnegie Mellon University) v Pittsburghu v Pensylvánii, kde se v roce 1957 stal řádným profesorem.
- V roce 1962 nastoupil na Johns Hopkins University v Baltimoru v Marylandu.
- V roce 1974 přesídlil na University of North Carolina v Chapel Hill, kde byl v roce 1990 jmenován profesorem a ukončil zde svoji karieru.[1][2][3]

### Metody PPP a LYP
V roce 1953 publikoval Robert Parr ve spolupráci s chemikem Rudolphem Pariserem novou metodu výpočtu přibližných molekulových orbitalů, které jsou tvořeny kovalentními vazbami pí (π). Ve stejném roce identický postup odvodil i John Pople, a proto je tento postup označován jako Pariser–Parr–Popleova metoda nebo metoda PPP. Tato metoda se lišila od tehdejšího smýšlení strukturní chemie, které obhajovalo princip maximálního překrytí orbitalů. PPP metoda byla založena na konceptu aproximace nulového diferenciálního překrytí.
V roce 1978 si Robert Parr uvědomil, že teorie funkcionálu hustoty (Density functional theory - DFT) by mohla být velmi užitečná při kvantitativních výpočtech chemických a biologických molekul, zejména těch s vysokou molekulovou hmotností. V roce 1988 proto společně s Weitao Yangem a Chengteh Leem vytvořili vylepšenou metodu DFT, která mohla aproximovat korelační energii systémů. Nazývá se teorie funkcionálu nebo Lee–Yang–Parrova teorie (LYP) a je nyní jednou z nejcitovanějších teorií v chemické literatuře.

## Publikace
- V roce 1963 Robert Parr publikoval Quantum Theory of Molecular Electronic Structure, jednu z prvních knih, která aplikovala kvantovou teorii na chemické systémy.
- V roce 1989 Robert Parr a Weitao Yang publikovali Density Functional Theory of Atoms and Molecules, jednu z prvních knih o této problematice, která je nyní považována za základní učebnici DFT.

## Ocenění a vyznamenání
- 1960 - člen Americké fyzikální společnosti
- 1967 - s čtyřmi dalšími vědci spoluzaložil Mezinárodní akademii kvantových molekulárních věd
- 1973 - člen Národní akademie věd Spojených států amerických
- 1982 - člen Americké akademie umění a věd
- 1994 - vítěz Ceny Irvinga Langmuira Americké chemické společnosti za chemickou fyziku[4][5]
- 2004 - vítěz Ceny Národní akademie věd Spojených států amerických za chemické vědy
- 2009 - vítěz Ceny Americké chemické společnosti za teoretickou chemii